# 大浪街道
大浪街道是中华人民共和国广东省深圳市龍華区下辖的一个街道，位于龙华区西北部，是龙华区六个街道之一。

## 地理环境
大浪街道位于深圳市中心区北部，龙华区西部，东接福城、龙华街道，南抵民治街道与南山区桃源街道，西靠宝安区石岩街道，北邻光明区光明街道，总面积37.84平方公里。
辖区内共有山地14.7平方公里，南有阳台山、北有泥坑山，中有茜坑水库等6座水库，拥有较为丰富的生态资源。
辖区全部位于亚热带季风气候区，年平均温度23摄氏度，年平均降水量1979毫米。

## 行政区划
截至2024年3月，大浪街道共设有12个社区。
| 名称       | 图片 | 面积          | 人口   | 社区工作站               | 备注                                     |
| ---------- | ---- | ------------- | ------ | ------------------------ | ---------------------------------------- |
| 大浪社区   |      | 6.10平方公里  | 暂无   | 下岭排新岭路46号         | [ 4 ]                                    |
| 新石社区   |      | 6.93平方公里  | 6.55万 | 大浪北路同富邨工业园29栋 | [ 5 ]                                    |
| 浪口社区   |      | 2.103平方公里 | 5.1万  | 华盛路166号              | [ 6 ]                                    |
| 水围社区   |      | 2.096平方公里 | 6万    | 华盛路166号              | 2023年5月24日从浪口社区分出              |
| 上横朗社区 |      | 2.21平方公里  | 2.48万 | 华繁路同胜综合小区       | 2023年5月24日从横朗社区分出              |
| 同胜社区   |      | 2.603平方公里 | 4.17万 | 华繁路同胜综合小区       | 2023年5月24日从横朗社区分出 非原同胜社区 |
| 赖屋山社区 |      | 1.83平方公里  | 2.1万  | 赖屋山东区83号           | 2023年5月24日从同胜社区分出              |
| 华荣社区   |      | 1.83平方公里  | 2.1万  | 赖屋山东区83号           | 2023年5月24日从同胜社区分出              |
| 陶元社区   |      | 8.12平方公里  | 6.24万 | 云峰路32号               | [ 12 ]                                   |
| 高峰社区   |      | 2.70平方公里  | 5.80万 | 龙观西路高峰大厦一至三楼 | [ 13 ]                                   |
| 龙胜社区   |      | 1.50平方公里  | 2.6万  | 龙华路与工业路交会处     | [ 14 ]                                   |
| 龙平社区   |      | 2.60平方公里  | 3.90万 | 腾龙路208号              | [ 15 ]                                   |

## 文化

### 大船坑舞麒麟
大船坑舞麒麟是大浪大船坑村居民的传统喜庆、祭奠活动，属于舞麒麟的地方舞种之一。于2011年记入《国家级非物质文化遗产代表性项目名录》。

### 文化名人大营救
1941年末至1942年初，当地人民和东江纵队（羊台山游击队）从沦陷的港九孤岛抢救出了茅盾、何香凝和邹韬奋等著名爱国人士，把他们安全转移、隐蔽到阳台山区。阳台山也因此被称作英雄山。

## 经济

### 农业
农业是大浪街道的传统产业，但随着土地逐渐被利用，耕地面积不断萎缩。

### 工业
大浪街道与龙华街道一同于20世纪90年代开始工业化。现在工业结构以轻工业电子产业和服装制造业为主，且正在不断转型为服务业。
2003年，深圳市规划大浪时尚创意城于大浪石凹片区，现已形成初步的产业集聚效应。

### 服务业
大浪街道的服务业大多为现有工业设施改造，其中大浪商业中心是全市最大的利用既有工业厂房改造而成的综合商业中心。

## 名胜

### 阳台山森林公园
阳台山是深圳市著名山脉，“深圳八景”之一，也是文化名人大营救的目的地之一。

## 交通

### 公路
大浪街道内道路基本呈棋盘状，东-西向道路分别以“兴”“旺”“发”“达”命名，南-北向道路分别以“繁”“荣”“昌”“盛”命名，以示美好寓意。

#### 主要道路

##### 高速公路
- 沈海高速（机荷）
- 龙大高速

##### 快速路
- 福龙路
- 龙澜大道

##### 省道
- 布龙路和龙观大道
- 布龙路

##### 县道
- 工业路

##### 乡道
- Y151 大浪北路和大浪南路
- Y158 龙胜路
- Y186 龙华和平路
- Y187 华旺路
- Y218 华繁路
- Y221 美宝路
- Y223 龙华路、陶元路和锦华西路

##### 市政道路
- 观天路
- 华宁路
- 石清大道
- 龙峰三路

#### 公共汽车
由于人口密集、通勤需求大，大浪街道公共汽车线路较为密集，其中布龙路是街道内唯一一条干线性主干路，沿线有众多班次前往全市各处。

#### 长途汽车
大浪街道并未设有长途汽车站，乘客需到2公里外的龙华汽车站乘车。

### 铁路
大浪街道境内并没有中国国铁车站，第一座铁路车站是2011年开通的深圳地铁4号线龙胜站。

#### 地铁、有轨电车和城际铁路
- 深圳地铁 █4号线龙胜站；
- 深圳地铁 █6号线元芬站、阳台山东站；
- 深圳地铁 █25号线创意城站、石凹站、华昌站、华富站（在建）；
- 珠三角城际深大线龙胜站（在建）；
- 大浪云巴所有车站（在建）；

## 历史
2006年4月29日，原从龙华镇改制而来的龙华街道被分割为龙华街道、民治街道、大浪街道三个街道，原大浪村独立为街道，与龙华街道平级设立。
2023年5月24日，大浪街道将原浪口社区拆分为浪口、水围两个社区，将原同胜社区拆分为华荣、赖屋山两个社区，将原横朗社区拆分为同胜、上横朗两个社区，大浪街道所辖社区数由9上升至12。

## 相关图像
- 2010年，一住宅区内
- 2010年，街头一景